# Belchior de Pontes

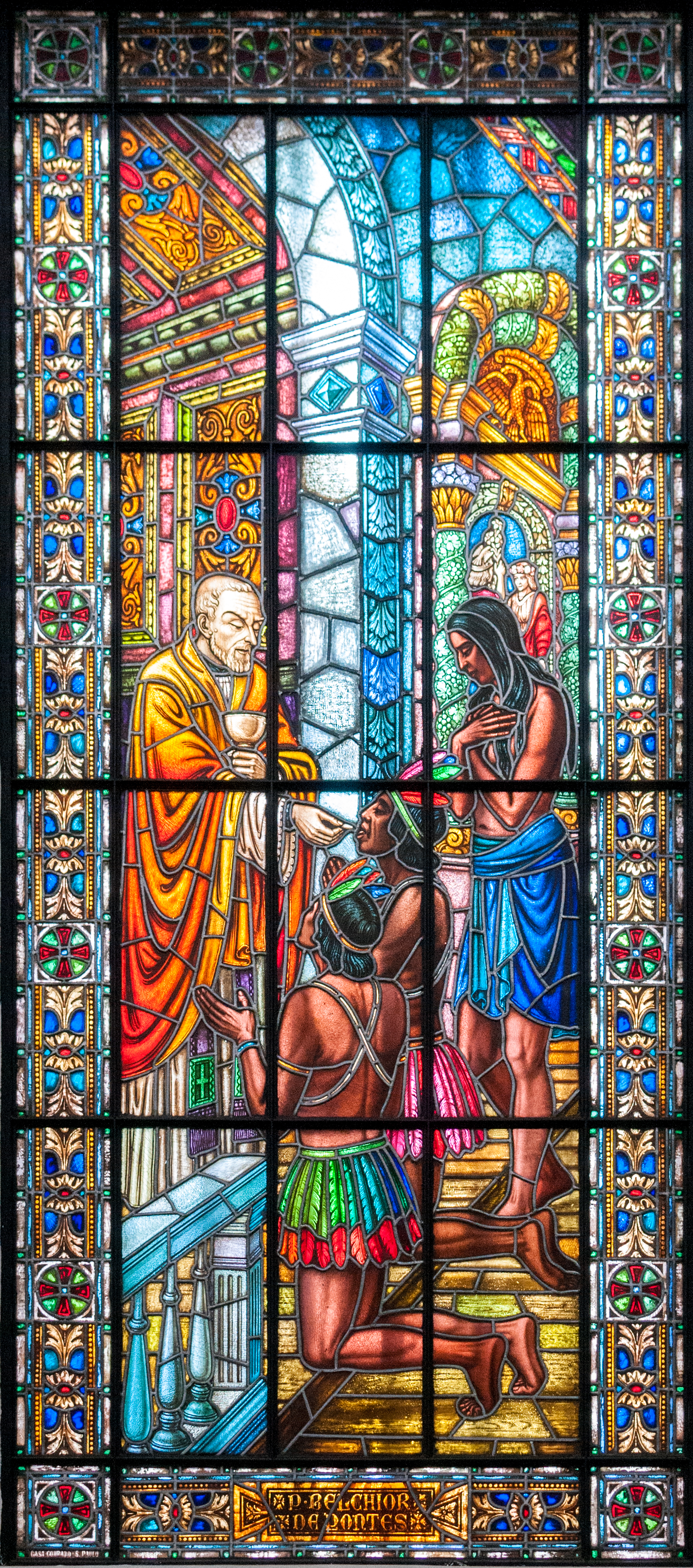
Belchior de Pontes - Vitral na Igreja da Paróquia São Luís Gonzaga, na Avenida Paulista, São Paulo, Brasil.

O Padre Belchior de Pontes (6 de dezembro de 1644 — 22 de setembro de 1719) foi um sacerdote jesuíta que teve um destacado papel no processo de colonização e catequização de várias cidades, trabalhou por volta de 40 anos em varias regiões do Brasil (Atuais: São Paulo, Minas Gerais, Paraná, etc.), auxiliando na catequese e colonização de várias aldeias entre elas: "Itapycyrycaá", "M'boy", "Marueri", "Taquacocetyba", "Ytu", Guaratinguetá, "Tabaté", "São Joseph", "Jacarey", "Nazareth", Araçariguama, "Pernaguá", "Corytiba", etc., que deram origem a várias cidades.